# ダメージ (アルバム)
『ダメージ』（Damage）は、アメリカのロックバンド、ジョン・スペンサー・ブルース・エクスプロージョンが2004年に発表したアルバム。

## 収録曲
1. ダメージ - "Damage"
2. バーン・イット・オフ - "Burn It Off"
3. スポイルド - "Spoiled"
4. クランチー - "Crunchy"
5. ホット・ゴシップ - "Hot Gossip"
6. マーズ・アリゾナ - "Mars, Arizona"
7. ユー・ビーン・マイ・ベイビー - "You Been My Baby"
8. ライヴァルズ - "Rivals"
9. ヘルプ・ディーズ・ブルース - "Help These Blues"
10. フェド・アップ・アンド・ロウ・ダウン - "Fed Up and Low Down"
11. ラトリング - "Rattling"
12. ブロウィン・マイ・マインド - "Blowing My Mind"

### 日本盤ボーナストラック
1. グラインディング - "Grinding"
2. ザ・ファンキー・グレムリン - "The Funky Gremlin"